# Karine Rubyová
Karine Rubyová (4. ledna 1978, Bonneville – 29. května 2009, Mont Blanc) byla francouzská snowboardistka, olympijská vítězka a šestinásobná mistryně světa.

## Osobní život
Se snowboardem začala po vzoru svých rodičů, středoškolských pedagogů, ve věku 11 let.
V letech 1996—1998 nebyla na světě úspěšnější snowboardistka. V roce 1996 vyhrála obří slalom na mistrovství světa v Lienzi a na stupních vítězů se udržela i v dalších letech, navíc přidala i světový titul ve snowboardcrossu v San Candidu v roce 1997. Vyhrála v této době třikrát za sebou absolutní hodnocení světového poháru. Na zimních olympijských hrách v Naganu, kde se konaly soutěže ve snowboardingu poprvé v olympijské historii, jako hlavní favoritka vyhrála první kolo obřího slalomu téměř o dvě sekundy a ve druhém svůj náskok s přehledem uhájila.
Další tři vítězství v absolutním pořadí světového poháru připojila v letech 2001 až 2003. Zcela ovládla mistrovství světa 2001 v Madonně di Campiglio, když vyhrála tři závody - obří slalom, paralelní slalom a snowboardcross. Na zimních olympijských hrách v Salt Lake City se probojovala do finále paralelního obřího slalomu a až v něm podlehla své krajance Isabelle Blancové.
V dalším olympijském cyklu se vydala k nové výzvě – soustředila se místo sjezdových disciplín plně na snowboardcross. Stala se mistryní světa v Kreischbergu v roce 2003, v sezónách 2002–2003 a 2003–2004 vyhrála po třech závodech světového poháru, ale pak její výkonnost i vinou zranění poklesla a na olympijských hrách v Turíně na dráze ve středisku Bardonecchia obsadila až šestnácté místo.
Vyhrála celkem 67 závodů světového poháru.
Po ukončení kariéry se začala věnovat práci horské vůdkyně. Zahynula po pádu do průrvy v Alpách ve věku 31 let.